# Sonja Åkesson tolkad av...
Sonja Åkesson tolkad av... är ett samlingsalbum där svenska artister han tonsatt dikter av Sonja Åkesson. Skivan, som utgavs 24 november 2010, utkom i en begränsad specialutgåva i bokformat med en 44-sidig bokinlaga, innehållandes låttexterna samt bilder från inspelningen.
Skivan vann en grammis i kategorin "Årets folkmusik/visa" 2011.
På skivan medverkar bl.a. Lisa Nilsson, Britta Persson och Sofia Karlsson.

## Låtlista
1. "Utdrag ur Självbiografi (replik till Ferlinghetti)" – Kajsa Grytt
2. "O" – Anna Järvinen
3. "Man får göra det bästa av allt" – Britta Persson
4. "Monolog" – Lisa Nilsson
5. "Två dikter till Ann-Christine" – Lena Swanberg
6. "Ja tack" – Sofia Karlsson
7. "Åkej" – Annika Norlin
8. "Lektion" – Rebecka Törnqvist
9. "Skärvor av en svit" – Nino Ramsby
10. "Ajajaj" – Anna Järvinen
11. "Pastell" – Lisa Nilsson
12. "Öron" – Anna von Hausswolff
13. "Neeijjj" – Frida Hyvönen

## Medverkande musiker
Utöver de redan namngivna sångerskorna medverkar även följande artister.
- Martin Hederos
- Johan Berthling
- Fredrik Sandsten
- Jonas Kullhammar
- Johan Norberg
- Calle Bagge
- Reine Fiske
- Andreas Söderström
- Moussa Fadera

## Tillkomst
Bakgrunden till skivan har beskrivits av producenten Göran Petersson
| ”                 | “I någon mån är detta måhända en, åtminstone avlägsen, kusin till Återbesöket, ett Cornelis-projekt Nina Ramsby, Martin Hederos och jag gjorde 2007. Det innehåller åtminstone en hel del gemensamma ingredienser, intentioner och en snarlik utgångspunkt. Då liksom nu handlar det om ett material av yppersta klass tolkat av ett antal av landets mest intressanta musiker. Den folkkäre trubaduren vi tog oss an den gången motsvaras här av snudd på lika folkkär poet, för Sonja Åkessons texter fortsätter att läsas, fortsätter att engagera och envisas också med att vilja låta sig sättas till musik. Resan med det här projektet har tagit ett drygt år och lite till. Mycket mail, många telefonsamtal och ännu fler sms. I princip alla vi frågade sa ja direkt, någon var tvungen att tacka nej av tidsskäl. Uppdraget – att sätta ny musik till egen vald text av Sonja Åkesson. Och så kravet att framföra detta nyskrivna och obekanta under tidspress live i studion tillsammans med husbandet. Dagarna på Atlantis följde samma mönster, samling på golvet, prata igenom form och sättning, dricka kaffe, ett genomdrag eller två, dricka kaffe, och så tagning, dricka kaffe, och lyssna. Inte mer än tre, max fyra tagningar, oftast bara två, förstatagningen vanligen vinnare. Sen har varje vald tagning direkt fått den omvårdnad den krävt; en och annan kör, en vokal-dub, något instrument-pålägg och den enstaka editeringen. I något fall har vi också jobbat vidare på annat håll, därtill tvingade av tidsnöd och flyg som inte låter vänta på sig men det du hör här är i princip vad som försiggick, organiskt, improviserat och tillkommet i stunden, i fritt fall under sex mycket intensiva dagar i Atlantis-studion under vår och sensommar 2010. Ett stort tack till alla medverkande, ett alldeles speciellt varmt tack till alla artister, det fantastiska husbandet, Janne Hansson och Jonas Sjöström, som gjorde detta möjligt." | „ |
| – Göran Petersson | |   |

## Mottagande
Skivan fick ett i stort sett gott mottagande när den kom. Dagens Nyheters Po Tidholm gav betyget 3/5 och skrev "Det är hög nivå rätt igenom, möjligen kan jag tycka att musikerna borde tagit ut svängarna mer." Han fortsatte: "Sonja Åkessons dikter är inte särskilt väl lämpade för tonsättningar. Rytmen och flödet är liksom av ett annat slag."
Dagensskiva.com gav betyget 8/10 och skrev "Det är verkligen fascinerande bra. Formen är nyenkel. Det finns luft och rymd i musiken, men tomrummet vibrerar av lust och musikalitet".
Svenska Dagbladets Dan Backman var positiv i sin recension och skrev "med känsligt innovativ uppbackning av ett gäng musikherrar får Åkessons tidlösa vardagspoesi ny luft under vingarna och flyger högt upp i en attraktivt konstrockig himmel målad på 70-talet."
Bland övriga recensioner finns Gaffa (4/6), NWT (5/6), Nöjesguiden (5/6), Länstidningen Östersund (4/5), Göteborgs-Posten (4/5), SVT (4/6).